# ワシントン郡 (ノースカロライナ州)
ワシントン郡（ワシントンぐん、英: Washington County）は、アメリカ合衆国ノースカロライナ州の東部に位置する郡である。2010年国勢調査での人口は13,228人であり、2000年の13,723人から3.6%減少した。郡庁所在地はプリマス町（人口3,878人）であり、同郡で人口最大の町でもある。

## 歴史
ワシントン郡は1799年にティレル郡の西側3分の1が分離して設立された。郡名は、ジョージ・ワシントンに因んで名付けられた。

## 郡政府
ワシントン郡は、地域自治体の組織であるアルベマール自治体委員会のメンバーである。
ワシントン郡はアメリカ海軍海外着艦訓練基地が提案されていた場所の1つである。この訓練基地ではパイロットが航空母艦への着艦をシミュレートできる。建設はまだ始まっていないが、その生態系に与える影響の故に議論が続けられている。

## 地理
アメリカ合衆国国勢調査局に拠れば、郡域全面積は424平方マイル (1,100 km2)であり、このうち陸地348平方マイル (900 km2)、水域は76平方マイル (200 km2)で水域率は17.89%である。

### 郡区
ワシントン郡は3つの法人化町に分割されている。プリマス（郡庁所在地）、ローパー、クレスウェルの各町である。

### 主要高規格道路
- アメリカ国道64号線
- ノースカロライナ州道32号線
- ノースカロライナ州道45号線
- ノースカロライナ州道94号線
- ノースカロライナ州道99号線
- ノースカロライナ州道308号線

### 隣接する郡
- チョウォーン郡 - 北（アルベマール湾の対岸）
- パーキマンス郡 - 北東（アルベマール湾の対岸）
- ティレル郡 - 東
- ハイド郡 - 南東
- ボーフォート郡 - 南西
- マーティン郡 - 西
- バーティ郡 - 北西

### 国立保護地域
- ポコシン湖国立野生生物保護区（部分）

## 人口動態
以下は2000年の国勢調査による人口統計データである。
| 基礎データ - 人口: 13,723人 - 世帯数: 5,367 世帯 - 家族数: 3,907 家族 - 人口密度: 15人/km2（39人/mi2） - 住居数: 6,174軒 - 住居密度: 7軒/km2（18軒/mi2） 人種別人口構成 - 白人: 48.28% - アフリカン・アメリカン: 48.94% - ネイティブ・アメリカン: 0.05% - アジア人: 0.32% - 太平洋諸島系: 0.04% - その他の人種: 1.66% - 混血: 0.70% - ヒスパニック・ラテン系: 2.27% | 年齢別人口構成 - 18歳未満: 26.0% - 18-24歳: 7.7% - 25-44歳: 25.0% - 45-64歳: 25.8% - 65歳以上: 15.5% - 年齢の中央値: 39歳 - 性比（女性100人あたり男性の人口） - 総人口: 89.7 - 18歳以上: 86.1 世帯と家族（対世帯数） - 18歳未満の子供がいる: 31.7% - 結婚・同居している夫婦: 50.1% - 未婚・離婚・死別女性が世帯主: 18.8% - 非家族世帯: 27.2% - 単身世帯: 24.7% - 65歳以上の老人1人暮らし: 11.7% - 平均構成人数 - 世帯: 2.52人 - 家族: 2.99人 | 収入と家計 - 収入の中央値 - 世帯: 28,865米ドル - 家族: 34,888米ドル - 性別 - 男性: 27,058米ドル - 女性: 19,477米ドル - 人口1人あたり収入: 14,994米ドル - 貧困線以下 - 対人口: 21.8% - 対家族数: 17.6% - 18歳未満: 31.5% - 65歳以上: 19.2% |

## 都市と町

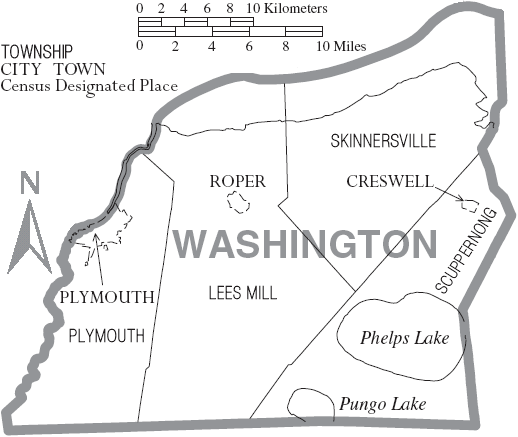
ワシントン郡の自治体と郡区

- クレスウェル
- プリマス - 郡庁所在地
- ローパー

## 教育
- クレスウェル高校
- プリマス高校